# 丝状支原体丝状亚种
丝状支原体丝状亚种（Mycoplasma mycoides subsp. mycoides，缩写Mmm）是支原体科支原体属丝状支原体的一个细菌亚种。它是引起牛传染性胸膜肺炎的致病菌。

## 形态特征
丝状支原体丝状亚种没有细胞壁，菌体外层由荚膜、黏附结构和黏附相关蛋白组成，内层为三层结构的细胞膜，能在不同形态之间迅速转换。菌体直径为125~250纳米，可呈现丝状、环状、分枝状等多种形态，最常见的是球状。
丝状支原体丝状亚种在革兰氏染色中呈阴性，其基因组为双链环状DNA。

## 敏感性和耐药性
丝状支原体丝状亚种对一些常见的消毒剂以及紫外线、加热、酸碱环境等较为敏感；一些抗菌药物，如大环内酯、四环素、氟喹诺酮等抗生素可以抑制其生长；对青霉素、醋酸铊、磺胺类抗生素等药物具有很高的耐药性。